# Gélonos
Pour les articles homonymes, voir Gélonos (homonymie).

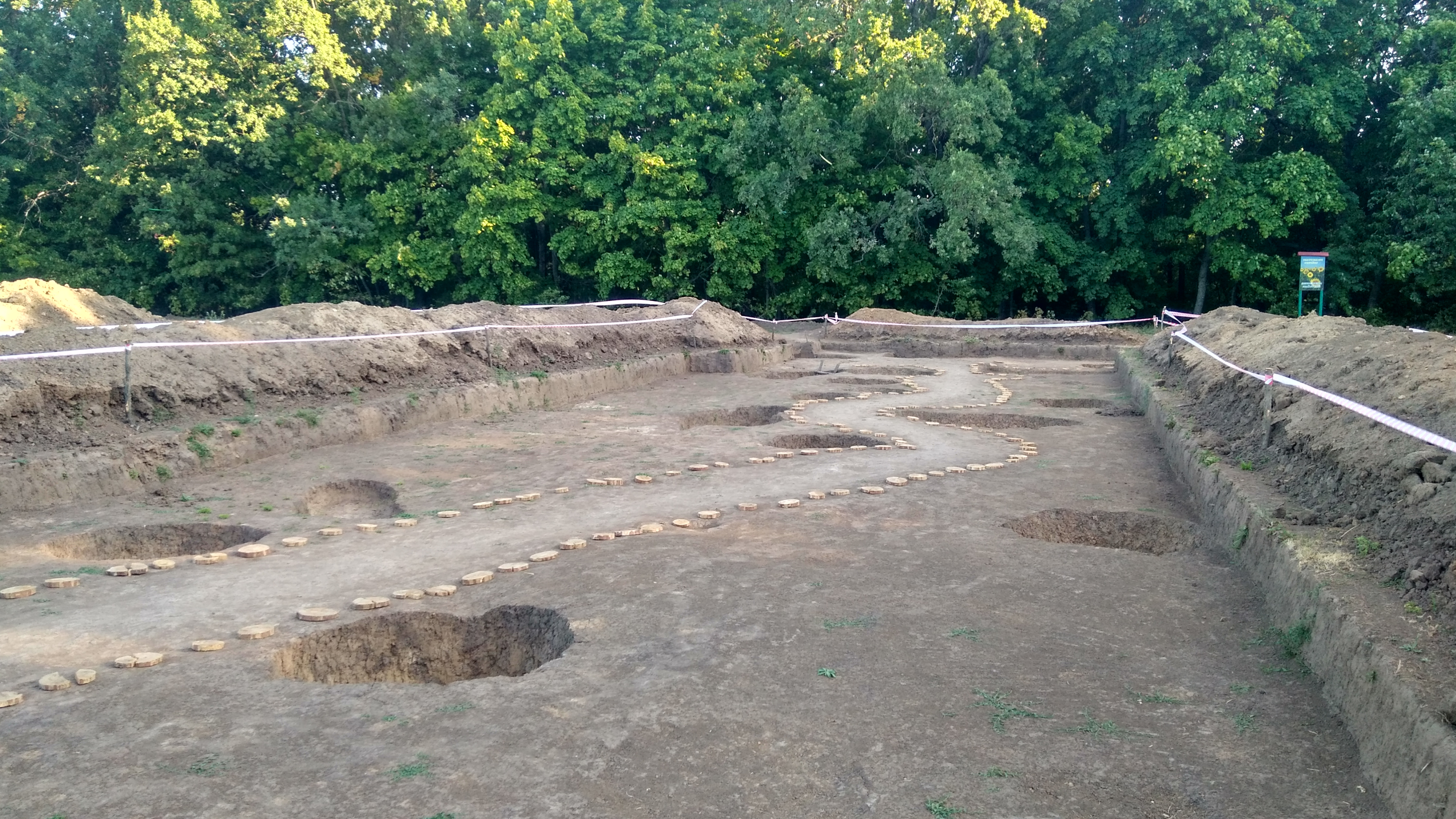
Site archéologique de Bilsk.

Gélonos (en grec ancien Γελωνός / Gelônos) ou Helonos est la ville principale du peuple des Gélons, chez les Scythes. Elle est mentionnée par Hérodote.
Selon Hérodote (IV, 108-109), les Gélons étaient une communauté d'origine grecque qui, à partir des comptoirs de la côte, était allée s'installer parmi le peuple scythe des Budins. Ils parlaient un mélange de grec et de scythe. Leur ville, leurs maisons et leurs sanctuaires, étaient entièrement construits de bois ; leurs cultes étaient de tradition grecque. Les Gélons étaient des agriculteurs sédentaires au milieu des Budins qui étaient nomades.
Le héros éponyme de la ville et du peuple est Gélonos, fils d'Héraclès.
Lorsque Darius Ier traversa le Danube en 513 av. J.-C. et envahit le pays des Scythes, les Scythes, sous la conduite de leur roi Idanthyrse, se retirèrent devant l'armée perse et pratiquèrent la tactique de la terre brûlée, facilitée par le fait qu'ils étaient nomades. Darius parvint chez les Budins, alliés des Scythes, où se trouvait la seule ville permanente, Gélonos, que ses habitants avaient abandonnée en emportant leurs biens. Darius y mit le feu.
L'archéologue ukrainien Boris Shramko (en) (1921-2012) a proposé de reconnaître Gélonos dans l'important site archéologique de Bilske Horodyshche (Більське городище), fouillé près du village de Bilsk, dans l'ancien raion (district) de Kotelva, oblast de Poltava, en Ukraine centrale. Le site s'étend sur 40 km2 et il était fortifié ; il se trouve à la limite de la zone des steppes et de celle des forêts. Les fouilles ont révélé la présence de quantités importantes de poteries importées du monde grec, datant du Ve et IVe siècles av. J.-C. et d'ateliers d'artisanat. La ville devait être un centre d'échanges commerciaux entre la Grèce et les peuples des steppes.